# Ptačí vrch (Mikulášovická pahorkatina)
Ptačí vrch (původní německý název Eisenberg, tedy Železný vrch) je kopec s nadmořskou výškou 415 m v katastrálním území vesnice Kopec, jež je částí obce Staré Křečany nacházející se v Ústeckém kraji.

## Přírodní poměry
Geomorfologicky náleží k Šluknovské pahorkatině a jejímu okrsku Šenovská pahorkatina, respektive podokrsku Mikulášovická pahorkatina. Geologické podloží je velmi pestré a tvoří jej především červená brtnická žula a červený porfyr stejného složení, dále modrošedá rumburská žula a její porfyr, dolerit a okrajově též lužický granodiorit a pískovec. Podél jižního úpatí prochází lužický zlom, za kterým se nachází pískovcová oblast Děčínské vrchoviny. Půdním pokryvem je hlavně kambizem; nejrozšířenější je dystrická, dále modální mesobazická a okrajově arenická. Při vodních tocích se vyskytuje modální glej. Celý vrch je zalesněný silně poškozeným smíšeným porostem s převahou smrku ztepilého (Picea abies). Při západním úpatí protéká hlubokým údolím Železný potok, který u jihozápadního úpatí ústí do Bílého potoka, při severním a jižním úpatí tečou krátké přítoky Železného potoka a podél východního úpatí bezejmenný přítok Brtnického potoka. Ptačí vrch náleží k povodí Křinice a úmoří Severního moře. Celý vrch se nachází na území Národního parku České Švýcarsko.

## Galerie

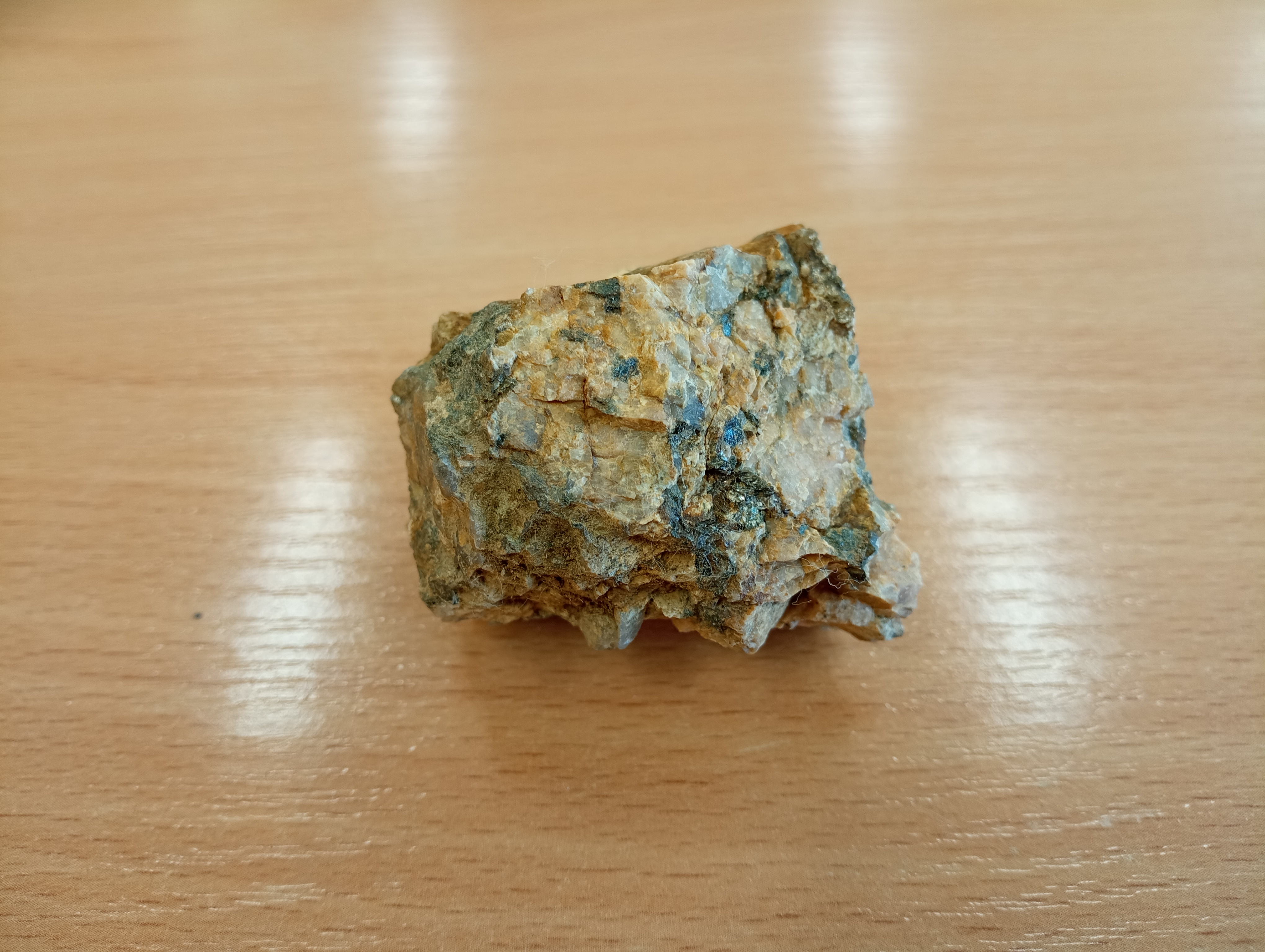
Brtnická žula
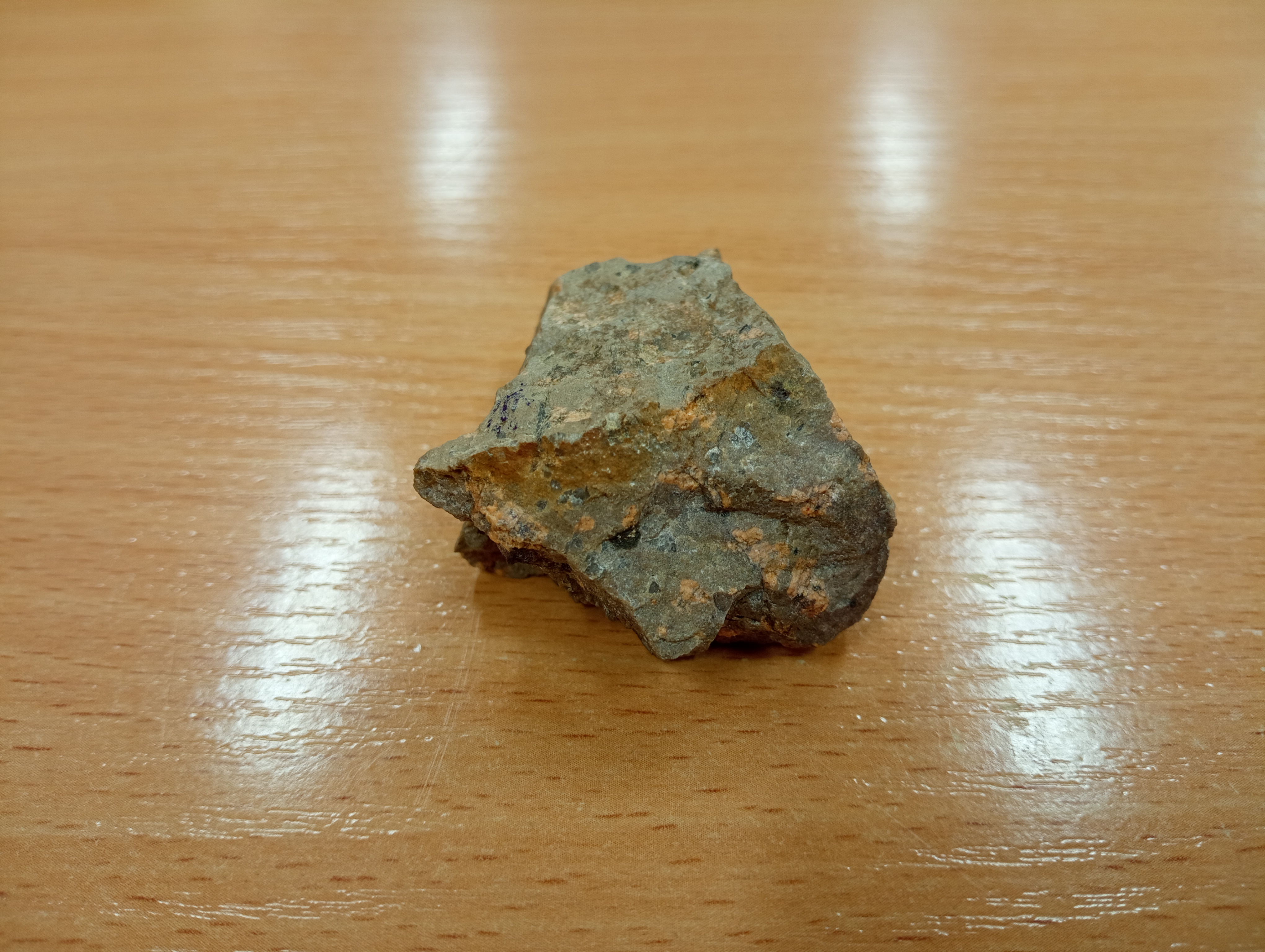
Granitový porfyr
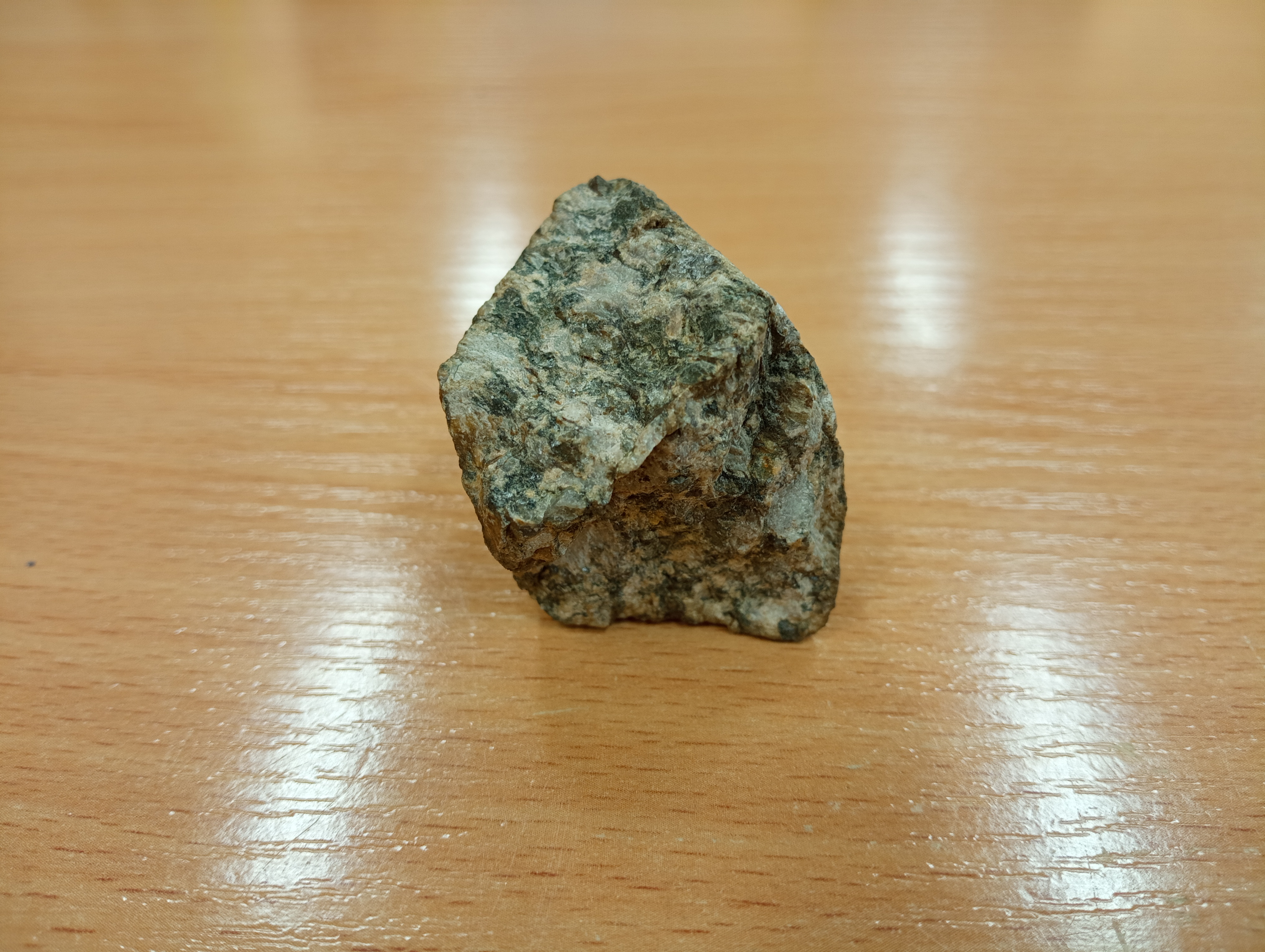
Rumburská žula
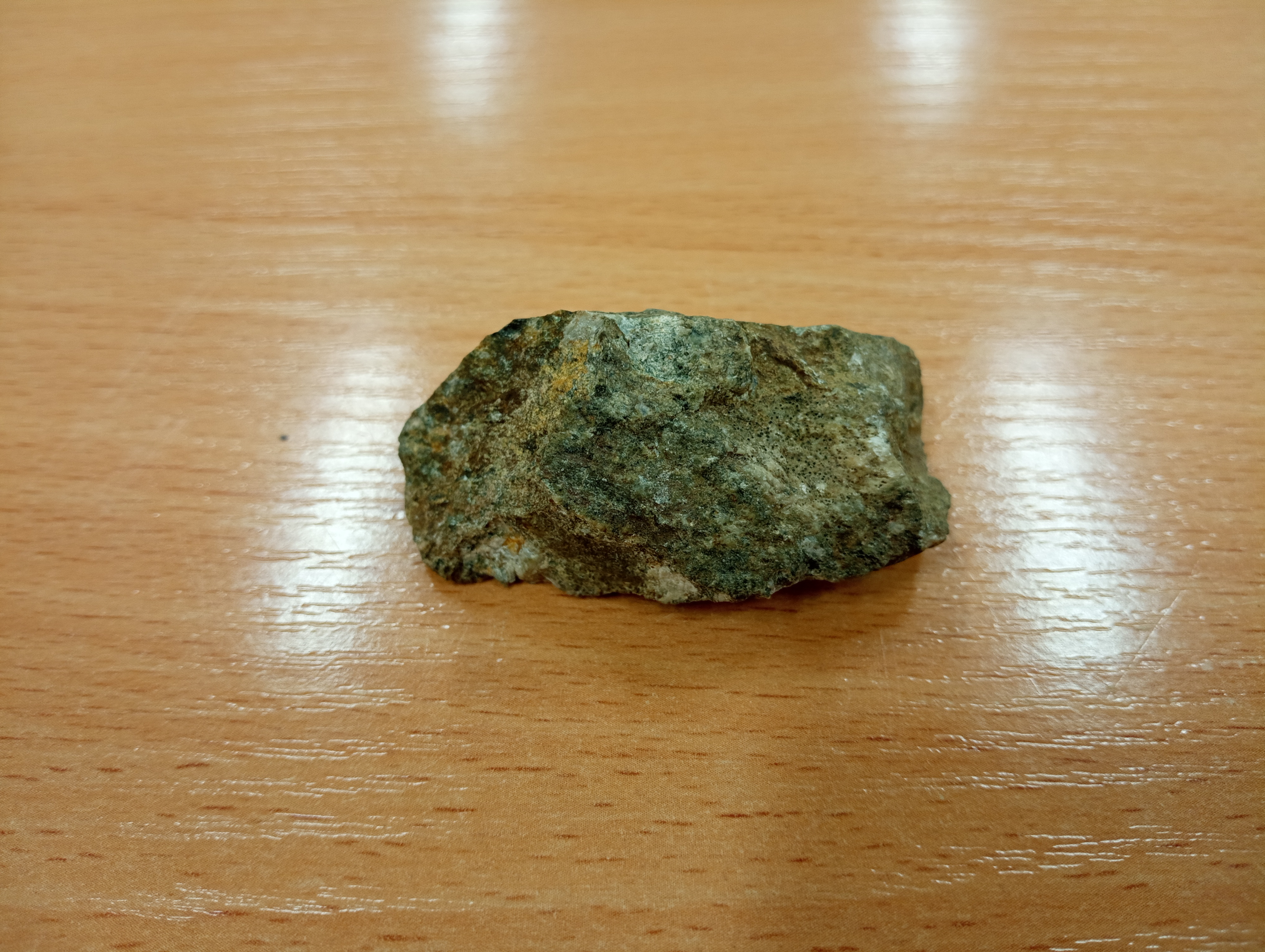
Granitový porfyr
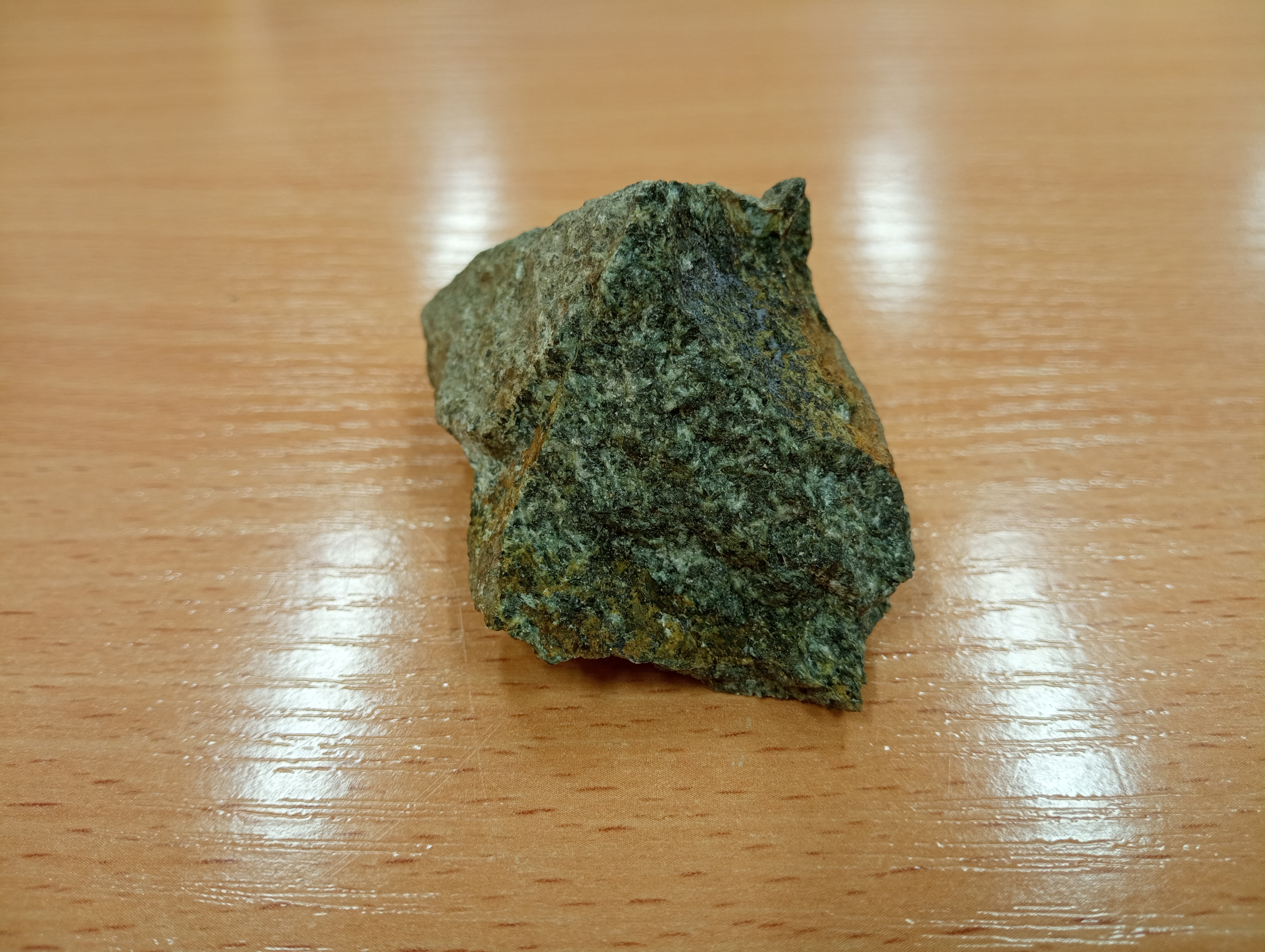
Dolerit
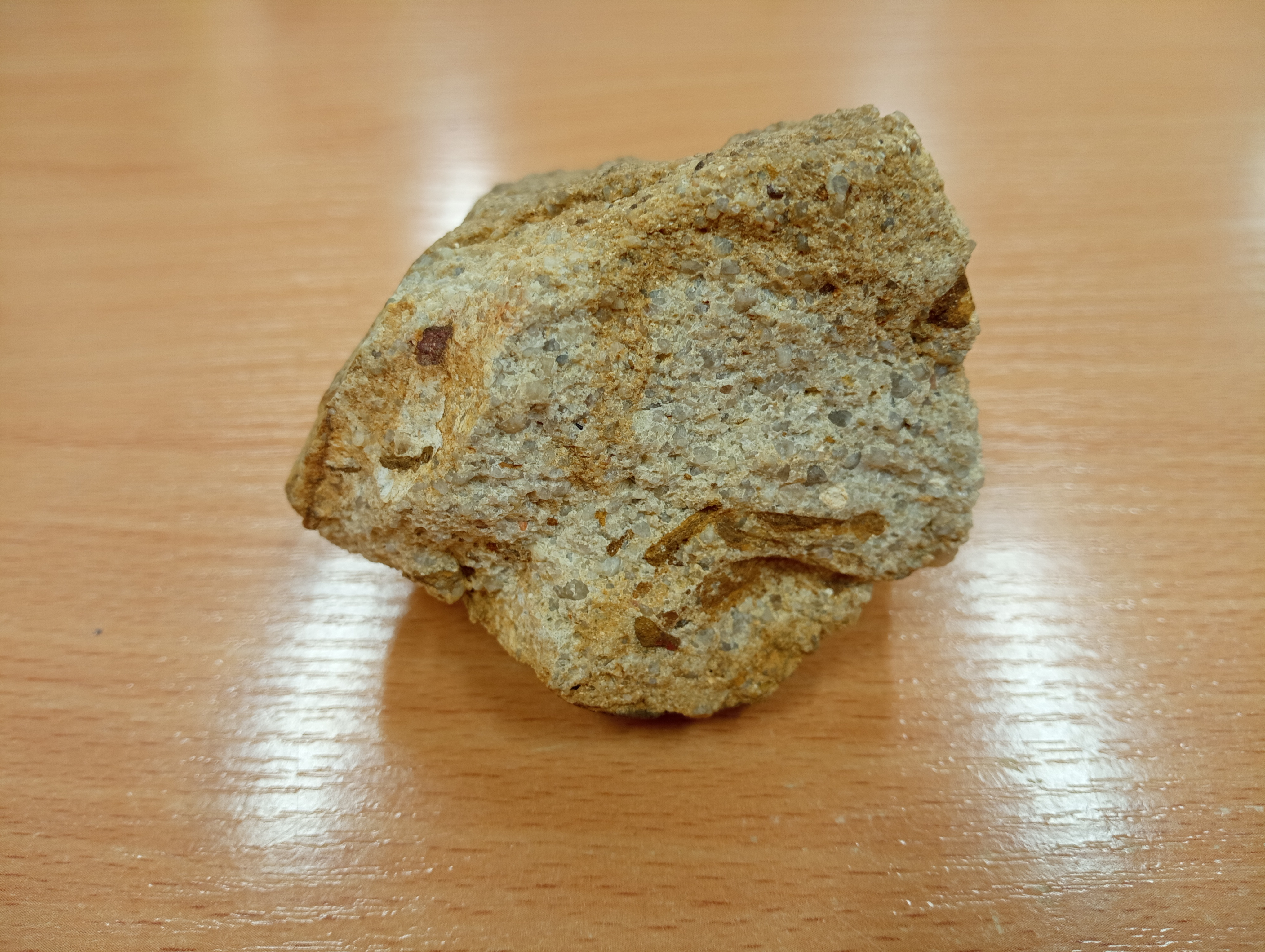
Štěrčíkovitý vápenný pískovec
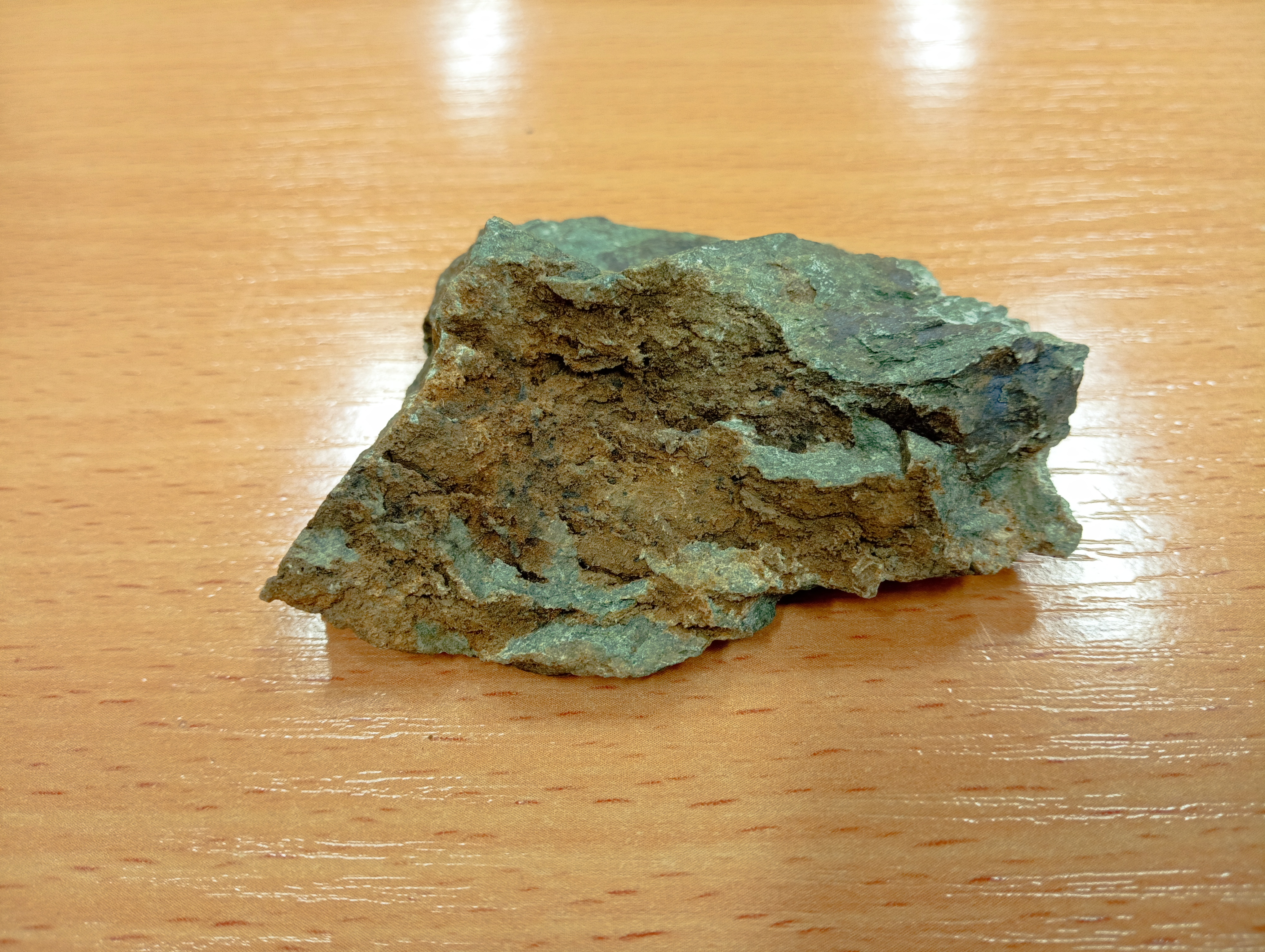
Nerozlišený bazaltoid
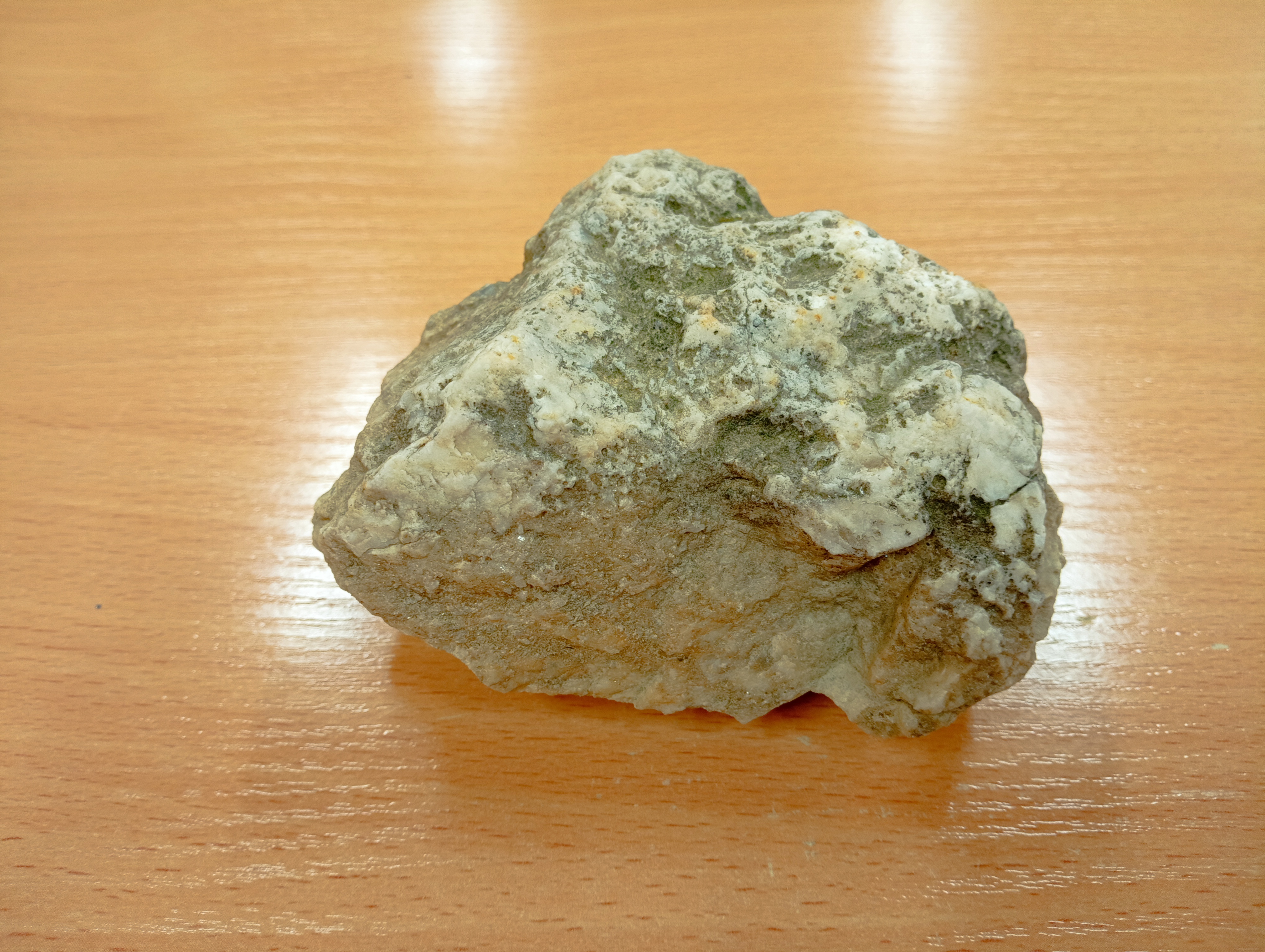
Křemen